# 今井虎甫
今井 虎甫（いまい とらすけ）は、戦国時代の武将。甲斐武田氏家臣。

## 経歴・人物
武田信虎に仕えた府中今井氏当主・今井信乂の子。享禄4年（1531年）正月、同族の今井信元が甲府から御嶽に退去した飯富虎昌や栗原信重ら共に叛乱を企て、信濃諏訪郡の諏訪頼満と共に武田信虎に反旗を翻した。2月2日に武田軍と叛乱軍との合戦があり、この合戦で叛乱軍側では大井信業や今井尾張守を含む三人の今井一族が戦死したという（『一蓮寺過去帳』）。虎甫は叛乱軍に属し、この時戦死した今井一族の一人と考えられている。